# Мануел Гарсия Веларде
Мануел Гарсия Веларде (на испански: Manuel García Velarde) е испански физик.
Роден е в Алмерия през 1941 г.
Изследователската му работа обхваща теми с изключително разнообразие, автор е на повече от 350 статии в научни списания, повече от 150 глави в книги и двадесет книги (като автор или съставител). Дейността му условно е разделена на три периода: от 1965 до 1971/1972 г. (Брюкселски свободен университет и Тексаски университет), от 1971/1972 до 1992/1993 г. (Автономен университет на Мадрид и Национален университет за дистанционно образование) и от 1992/1993 до 2007 г. (Мадридски университет „Комплутенсе“). Занимава се с кинетична теория, термодинамика (основа на термодинамиката на необратими процеси) и статистическа физика (фазови преходи и кондензати на Бозе – Айнщайн), хидродинамични нестабилности, междинни нестабилности, геофизични течения и техните вътрешни вълни (както в атмосферата, така и в морето), дифузия, оптика, магнетизъм, акустика, еластичност и други.
Член е на Academia Europæa, Европейската академия на науките (EURASC) и Кралската академия на лекарите на Испания.